# Jackson (famiglia)

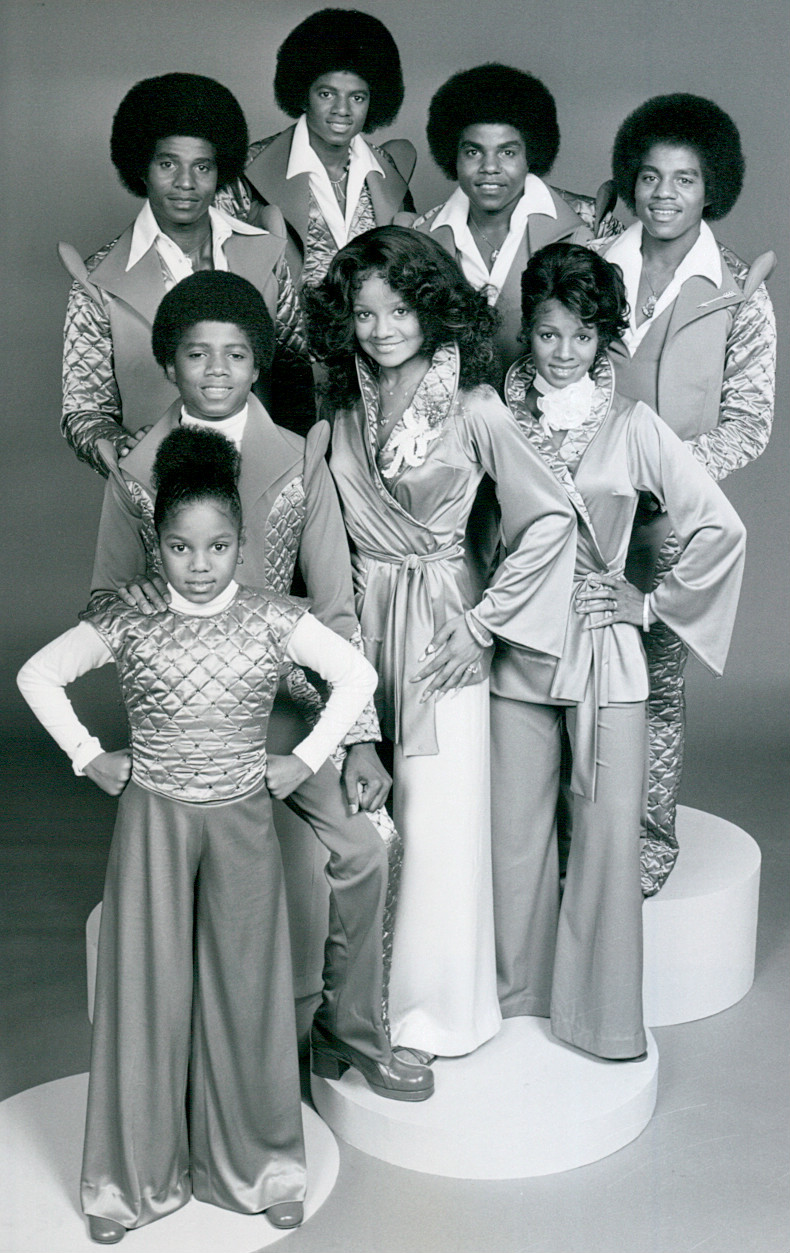
Alcuni dei membri della famiglia Jackson. In alto da sinistra a destra: Jackie, Michael, Tito e Marlon. Al centro da sinistra a destra: Randy, La Toya e Rebbie. In basso: Janet.
Nell'immagine mancano i loro genitori Joseph e Katherine, e il fratello Jermaine.

La famiglia Jackson è una famiglia afroamericana originaria di Gary, nell'Indiana, divenuta famosa per le sue attività a livello internazionale nel campo della musica pop, soul e rhythm and blues, in particolar modo grazie ai membri del gruppo musicale The Jackson 5, a Michael Jackson e alla sorella Janet Jackson.

## Storia della famiglia

### Origini di Joe Jackson da parte di madre

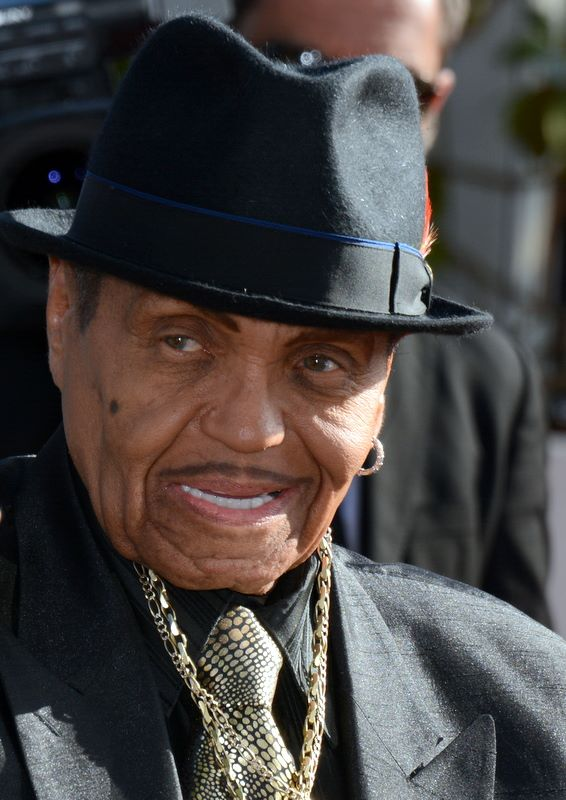
Joseph "Joe"Jackson, il patriarca della famiglia Jackson.

Mattie Daniel (Arkansas, 1864-1937), bisnonna di Joseph "Joe" Jackson, nacque dalla figlia bianca di un proprietario di piantagioni e da uno schiavo nero. Si sposò con Tom Daniel ed ebbe 17 figli. Una delle sue figlie era la nonna di Joseph, Gertrude Daniel.
Samuel King e Nellie King ebbero 10 figli. Uno di questi era Samuel. Samuel "Sam" King (Arkansas, 1874- ) si sposò con Gertrude "Mama" King ed ebbero 13 figli. Una di loro era Crystal Lee (1907-East Chicago, 4 novembre 1992), che era la madre di Joseph.

### Origini di Joe Jackson da parte di padre
July Gale (Carolina del Sud, 1803–1908), il cui soprannome era "Jack", lavoratore nella piantagione della famiglia Gale, era uno sciamano della tribù Choctaw. Si sposò con una schiava, Gina Milam (Los Angeles 1831- ), ed ebbe un figlio, Israel (Amite County, Mississippi, gennaio 1838–Amite County, 12 ottobre 1934), in seguito soprannominato "Nero" ("Nerone"), ma era anche chiamato "Jack-son" ("figlio di Jack").
Nero ebbe 21 figli, 15 dei quali con Emeline Williams (Amite County, Mississippi 1852-Amite County 23 luglio 1932), un'indiana per 3/4, della tribù Choctaw. I loro due figli più piccoli erano gemelli. Uno di questi era Samuel Jackson (1893-Maricopa, Arizona, 2 febbraio 1992).
Samuel Jackson era un insegnante e sposò una sua studentessa di 16 anni, Crystal Lee King. Ebbero 4 bambini, il più grande dei quali era Joseph Walter Jackson detto "Joe" (Fountain Hill, Arkansas, 26 luglio 1928-Las Vegas, 27 giugno 2018).

### Origini di Katherine Jackson
Prince Albert Screws (Jernigan, Alabama, 16 ottobre 1907-Kankakee County, Illinois, 21 gennaio 1997), figlio di Prince Screws e Julia Belle Jordan, sposò Martha "Mattie" Upshaw (Jernigan, Alabama, 14 dicembre 1907-Los Angeles, 29 aprile 1990), figlia di Daniel Upshaw e Jeanette Brown, ed ebbero due figlie: Hattie e Kattie.
Quando Kattie B. Screws (Clayton, Alabama, 4 maggio 1930) aveva 4 anni, suo padre modificò il proprio cognome in "Scruse" e le cambiò nome in "Katherine Esther Scruse". La famiglia si trasferì quindi a Gary, nello stato dell'Indiana.

### Storia di Joe e Katherine Jackson e dei loro figli
Dopo il divorzio dei propri genitori, il giovane Joe seguì dapprima il padre a East Chicago, poi decise di raggiungere la madre in Indiana. Dopo la scuola, Joseph diventò un pugile e conobbe Katherine Esther Scruse, con la quale, dopo sei mesi di fidanzamento, decise di convolare a nozze, il 6 novembre 1949, andando a vivere insieme nella cittadina di Gary, Indiana, in una casa di mattoni con 2 camere da letto e un bagno, al 2300 di Jackson Street. Joe iniziò a lavorare come metalmeccanico, mentre sua moglie era allora commessa presso un supermercato Sears della stessa città. Joe e Katherine tra il 1950 e il 1966 ebbero dieci figli, perdendone uno alla nascita, Brandon, fratello gemello di Marlon. Cinque di loro divennero poi famosi come il gruppo musicale The Jackson 5.

### Il successo

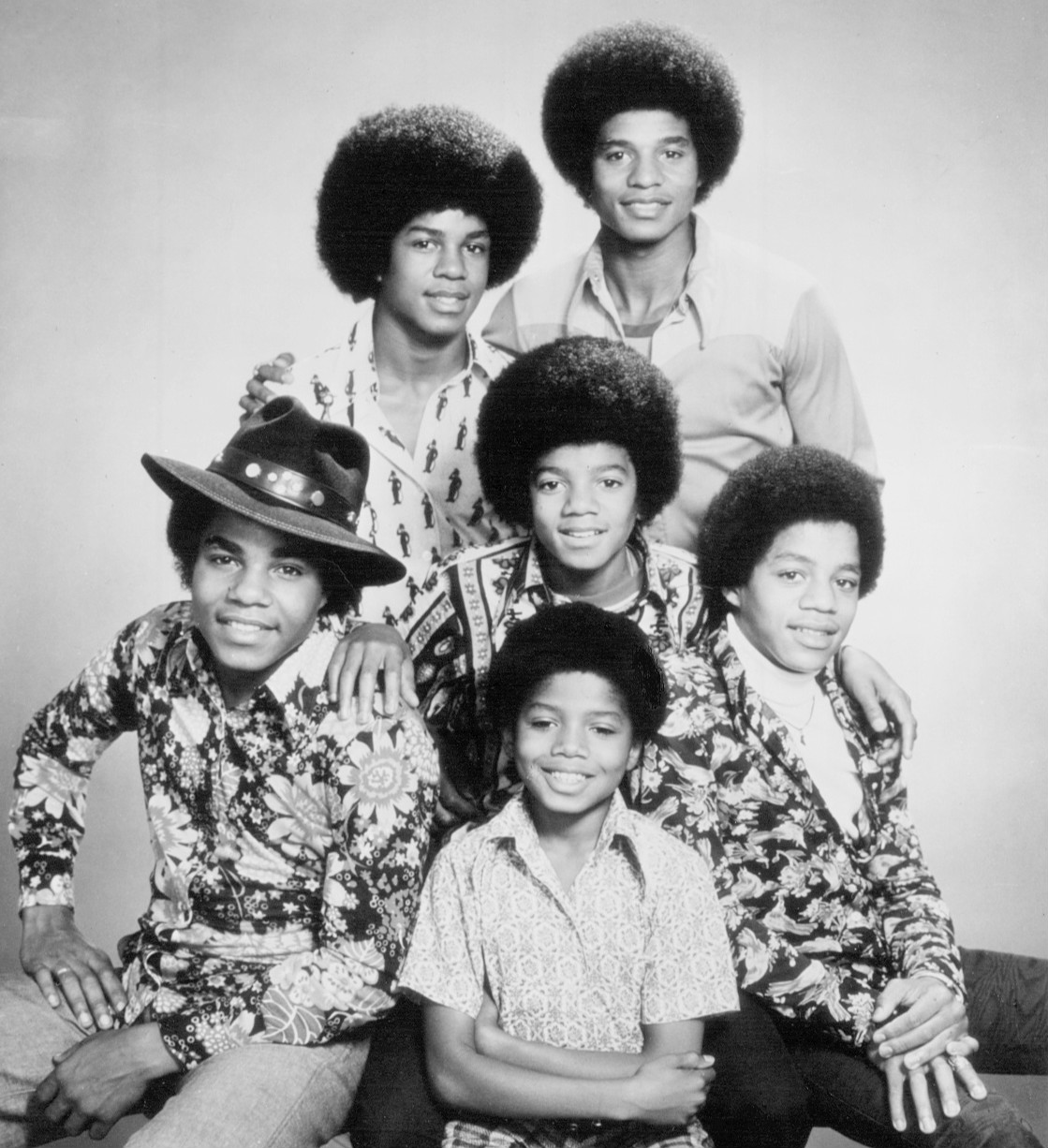
I Jackson 5 più Randy nel 1974

Dopo il successo raggiunto dai cinque figli a partire dal 1969, la famiglia Jackson si trasferì dalla piccola casa di Gary a una villa in California. Nel 1971 i Jackson si spostarono in una villa ancora più grande a Hayvenhurst, Encino, che divenne la loro residenza permanente per molti anni.
Dagli anni settanta in poi tutti i figli di Joe e Katherine ebbero carriere nel mondo dello spettacolo: Jackie, Tito, Jermaine, Marlon, Michael e Randy come cantanti, musicisti e ballerini nei Jackson 5 (in seguito rinominati "The Jacksons") e poi, alcuni di loro, come solisti; Rebbie esclusivamente come cantante solista; La Toya come modella e cantante; Janet prima come attrice e poi come cantante solista.
Nel 1976 tutti i fratelli e le sorelle Jackson, con la sola esclusione di Jermaine, parteciparono ad alcuni spettacoli a Las Vegas e al varietà televisivo The Jacksons, che andò in onda per una sola stagione tra il 1976 e il 1977.
Dal 1979, con l'album Off the Wall, Michael Jackson iniziò una carriera solista di grande successo. Nel 1982 realizzò l'album Thriller, che diventò in breve tempo il più venduto nella storia della musica (primato mantenuto ancora oggi), cosa che lo porterà a realizzare solo un paio di altri dischi con i fratelli e poi a dedicarsi esclusivamente alla carriera da solista, dal 1984.
Nel 1985 Michael scrisse la canzone a scopo di beneficenza We Are the World ai cui cori parteciparono, tra gli altri, i fratelli Jackie, Tito, Marlon e Randy e la sorella La Toya.
Nel 1989 Jackie, Tito, Jermaine e Randy realizzarono l'album 2300 Jackson Street nella cui title track cantarono per la prima volta tutti i fratelli e le sorelle Jackson insieme, con la sola esclusione di La Toya.
Nel 1994 tutta la famiglia Jackson, di nuovo senza La Toya, partecipò al concerto Jacksons Family Honors a Las Vegas.
Nel 2001 i Jacksons si riunirono al Madison Square Garden di New York per celebrare i trent'anni di carriera solista di Michael nel concerto-evento Michael Jackson 30th Anniversary Celebration - The Solo Years. Fu l'ultima volta che i fratelli si esibirono insieme.

### Morte di Michael Jackson
Dopo la morte di Michael Jackson, avvenuta il 25 giugno 2009, tutta la famiglia Jackson partecipò ad una cerimonia di commemorazione pubblica allo Staples Center di Los Angeles, il 7 luglio 2009, durante la quale Jermaine Jackson interpretò Smile in memoria del fratello. In seguito alla morte del figlio, Katherine Jackson diventò tutrice legale dei tre nipoti e figli di Michael e si trasferì insieme a loro e ad altri familiari in una nuova villa a Calabasas, California, mentre Joseph, separato di fatto ma non legalmente da Katherine, visse gli ultimi anni della sua vita tra Las Vegas e New York, probabilmente per paura dei terremoti in California.

### Morte di Joseph Jackson
Joe Jackson è deceduto il 27 giugno 2018, un mese prima del suo 90º compleanno, in un ospedale di Las Vegas, per un tumore al pancreas.

### Morte di Tito Jackson
Il 15 settembre 2024, Tito Jackson muore improvvisamente all'età di 70 anni a causa di un infarto sopraggiunto mentre guidava dal New Mexico all'Oklahoma, esattamente un mese prima del suo 71° compleanno.

## Controversie

### Religione
Katherine Jackson crebbe in una famiglia battista per poi divenire una devota testimone di Geova. Michael e LaToya, inizialmente seguaci della stessa religione, la abbandonarono in anni successivi. Michael abbandonò la pratica rituale, ma rimase un credente, a causa delle pressioni esercitate su di lui dalla sala del regno dei Testimoni, che criticavano il suo stile di vita e sarebbero arrivati a chiedergli di distruggere il videoclip di Thriller nel 1983, prima che fosse trasmesso, in quanto ritenevano che avesse dei contenuti di tipo satanico. Quasi tutti gli altri fratelli abbandonarono anch'essi tale religione. Jermaine si convertì invece alla religione islamica negli anni Duemila; l'unica della famiglia, oltre a Katherine, a rimanere devota fedele ai Testimoni fu la primogenita, Rebbie Jackson.

### Violenze

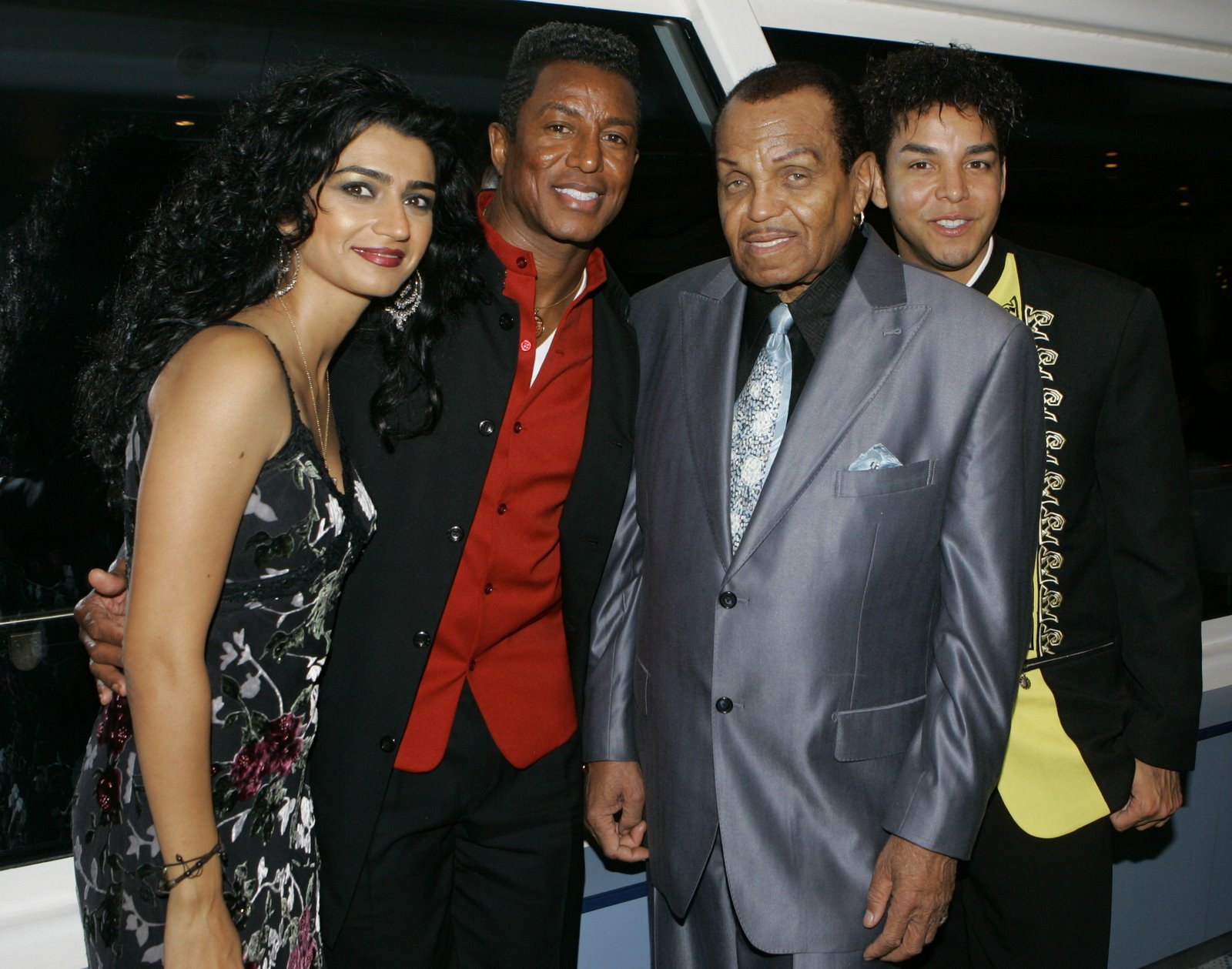
Halima Rashid (quarta moglie di Jermaine), Jermaine Jackson, Joseph Jackson & Taj Jackson (primogenito di tre figli di Tito Jackson) nel 2007.

Tra gli anni cinquanta e sessanta, Joseph Jackson faceva spesso ricorso alla violenza sui suoi figli, picchiandoli a volte con l'uso di oggetti come una cintura o con altro che gli capitava tra le mani, secondo quanto raccontato da Michael nella sua autobiografia del 1988 Moonwalk, secondo ciò che sempre Michael dice nel 1993 in un'intervista di Oprah Winfrey trasmessa in diretta dal Neverland Ranch, sua residenza in quel periodo, e secondo i suoi racconti nel documentario Living with Michael Jackson di Martin Bashir del 2003. Jermaine e altri fratelli, invece, in merito agli abusi hanno sempre minimizzato, sostenendo che a quei tempi era normale crescere i figli anche con qualche piccola punizione corporale come gli schiaffi. Joseph si è difeso dalle accuse ribadendo che era una forma di educazione molto diffusa ai suoi tempi. L'unico altro membro, oltre a Michael, ad aver parlato dei presunti abusi è stata La Toya Jackson negli anni Ottanta, accusando il padre addirittura di abusi sessuali, per poi ritirare in parte alcune accuse negli ultimi anni.

### Tradimenti
Katherine Jackson fu più volte tradita dal marito, specialmente negli anni in cui Joe era il manager dei Jackson 5, e da una di queste relazioni extraconiugali Joe ebbe anche una figlia, Joh'Vonnie Jackson (1974). In conseguenza al comportamento del marito, Katherine avrebbe voluto più volte divorziare da lui, ma essendo molto religiosa e anche timorosa dei pettegolezzi dei media, rinunciò sempre a farlo. restandogli ufficialmente legata anche se di fatto separata.

## Genitori
- Joseph Walter Jackson, anche conosciuto come Joe Jackson (26 luglio 1928-27 giugno 2018), imprenditore e manager dei Jackson 5, Janet Jackson, La Toya e, per un periodo, dei 3T.
- Katherine Esther Jackson, nata Kattie B. Screws, poi divenuta Katherine Esther Scruse (4 maggio 1930), madre di tutti i fratelli e le sorelle Jackson, è apparsa in varie interviste televisive, documentari e programmi TV sui famosi figli.

## Fratelli
- Rebbie Jackson (29 maggio 1950), cantante.
- Jackie Jackson (4 maggio 1951), membro dei Jackson 5.
- Tito Jackson (15 ottobre 1953-15 settembre 2024), membro dei Jackson 5, chitarrista e cantante solista.
- Jermaine Jackson (11 dicembre 1954), membro dei Jackson 5, bassista, chitarrista e cantante solista.
- La Toya Jackson (29 maggio 1956), cantante solista, ballerina e modella.
- Marlon Jackson (12 marzo 1957), membro dei Jackson 5 e cantante solista; suo fratello gemello Brandon Jackson (12 marzo 1957-12 marzo 1957) è morto poche ore dopo il parto.
- Michael Jackson (29 agosto 1958-25 giugno 2009), ex membro dei Jackson 5 e dei Jacksons, cantante solista, ballerino e filantropo.
- Randy Jackson (29 ottobre 1961), ex membro dei Jacksons, ex membro dei Randy & the Gypsys, polistrumentista e cantante solista.
- Janet Jackson (16 maggio 1966), cantante solista, ballerina e attrice.

## Fratellastri
- Joh'Vonnie Jackson (30 agosto 1974), nata dalla relazione extraconiugale tra Joe Jackson e Cheryl Ann Terrell. Ha concesso alcune interviste e ha scritto un libro intitolato Bastard Child.[13][19]

## Terza generazione

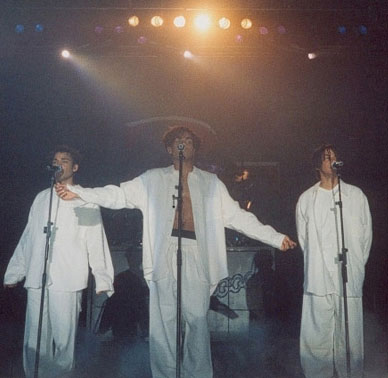
Il gruppo dei 3T, composto dai tre figli di Tito Jackson. Da sinistra a destra: Taryll, TJ e Taj Jackson

Anche alcuni dei componenti della terza generazione della famiglia Jackson hanno intrapreso una carriera nel mondo dello spettacolo:
- Taj, vero nome Tariano Adaryll Jackson (4 agosto 1973), figlio di Tito Jackson, membro dei 3T, regista, è apparso nel reality show The Jacksons: Next Generation (2015-2016), nel 2019 è diventato uno youtuber recensendo film assieme ai suoi cugini e figli di Michael Jackson, Prince e Bigi, sul canale Film Family.[20][21]
- Taryll, vero nome Taryll Adren Jackson (8 agosto 1975), figlio di Tito Jackson, membro dei 3T, cantante solista, è apparso nel reality show The Jacksons: Next Generation (2015-2016).
- TJ, vero nome Tito Joe Jackson (16 luglio 1978), figlio di Tito Jackson, membro dei 3T, cantante solista, è apparso nel reality show The Jacksons: Next Generation (2015-2016).
- Austin Brown (22 novembre 1985), figlio di Rebbie Jackson, cantautore e produttore discografico.
- Jaafar Jeremiah Jackson (25 luglio 1996), figlio di Jermaine Jackson, è apparso nel reality show The Jacksons: Next Generation (2015-2016), ha fatto il suo debutto nel mondo della musica nel 2019 col singolo Got Me Singing ed è stato scelto come principale interprete di suo zio Michael nel biopic in uscita nel 2025, Michael.[22][23][24]
- Prince Michael Jackson, detto Prince Jackson (13 febbraio 1997), primogenito di Michael Jackson, produttore cinematografico indipendente creatore della King's Son Productions, creatore dell'associazione benefica Heal Los Angeles, è apparso nel reality show The Jacksons: Next Generation (2015-2016), nel 2019 è diventato uno youtuber recensendo film assieme al fratello Bigi e al cugino Taj sul canale Film Family.Paris Jackson, cantante, attrice e modella, secondogenita di Michael Jackson

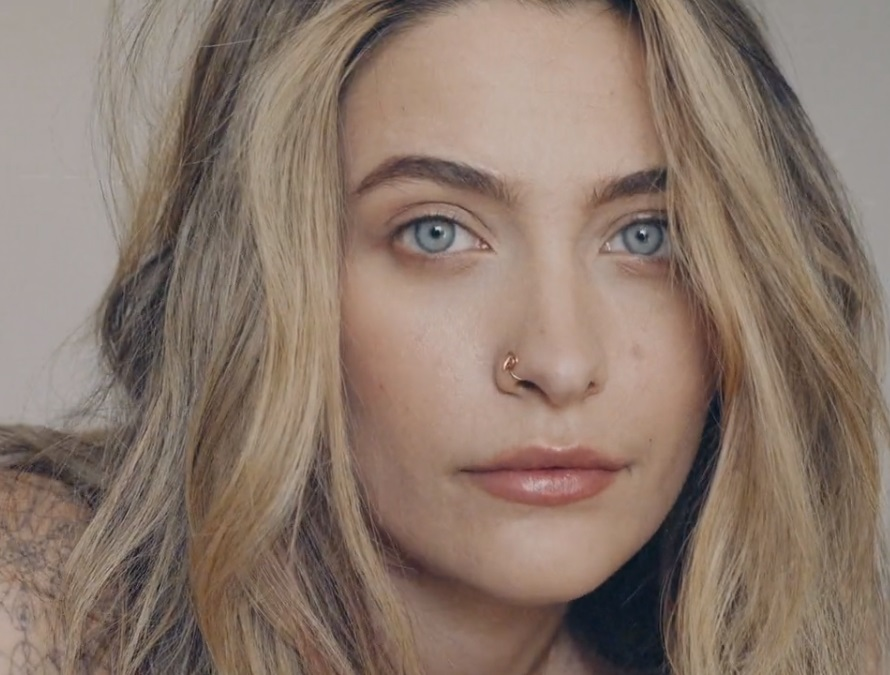
Paris Jackson, cantante, attrice e modella, secondogenita di Michael Jackson

- Paris Katherine Michael Jackson, detta Paris Jackson (3 aprile 1998), secondogenita di Michael Jackson, attrice, fotomodella e cantante.[25]
- Prince Michael Jackson II, detto anche "Blanket" (in passato) ora "Bigi'" (22 febbraio 2002), terzogenito di Michael Jackson, apparso da bambino nei documentari Living with Michael Jackson e Michael Jackson's Private Home Movies (entrambi del 2003), apparso nel reality show The Jacksons: Next Generation (2015-2016), nel 2019 è diventato uno youtuber recensendo film assieme al fratello Prince e al cugino Taj sul canale Film Family mentre nel 2023 ha realizzato il suo primo cortometraggio come regista e sceneggiatore intitolato Rochelles e presentato al Santa Monica Film Festival nel 2024.[26][27]

## Albero genealogico
| Samuel Jackson - *1893 †1993 ⚭ Crystal Lee King - *1907 †1992 |  | |  |                                                                   |
|                                                               |  | Joseph Walter - *1928 †2018 1 ⚭ Katherine Esther Scruse - *1930 2 conviv. Cheryle Ann Terrell - *? †2014                  |  |                                                                   |
|                                                               |  | |  |                                                                   |
|                                                               |  | |  | 1 Maureen Reillette [Rebbie] - *1950 ⚭ Nathaniel Brown - *? †2013 |
|                                                               |  | |  |                                                                   |
|                                                               |  | |  | Stacey - *1971 ⚭ Rex Salas                                        |
|                                                               |  | |  |                                                                   |
|                                                               |  | |  | London Blue - *2005                                               |
|                                                               |  | |  |                                                                   |
|                                                               |  | Yashi - *1977 |  |                                                                   |
|                                                               |  | |  |                                                                   |
|                                                               |  | Nathaniel Austin - *1985                                                                                                  |  |                                                                   |
|                                                               |  | |  |                                                                   |
|                                                               |  | 1 Sigmund Esco [Jackie] - *1951 1 ⚭ Enid Adren Spann - *1974 †1987 2 ⚭ Emily Besselink - *? †?                            |  |                                                                   |
|                                                               |  | |  |                                                                   |
|                                                               |  | |  | 1 Sigmund Esco Jr. - *1977 ⚭ Toyia Parker                         |
|                                                               |  | |  |                                                                   |
|                                                               |  | |  | Jared - *2011                                                     |
|                                                               |  | |  |                                                                   |
|                                                               |  | Kai-Ari - *2014 |  |                                                                   |
|                                                               |  | |  |                                                                   |
|                                                               |  | Skyy - *2018 |  |                                                                   |
|                                                               |  | |  |                                                                   |
|                                                               |  | 1 Brandy - *1982 |  |                                                                   |
|                                                               |  | |  |                                                                   |
|                                                               |  | 2 River - *2013 |  |                                                                   |
|                                                               |  | |  |                                                                   |
|                                                               |  | 2 Jaylen - *2013 |  |                                                                   |
|                                                               |  | |  |                                                                   |
|                                                               |  | 1 Toriano Adaryll [Tito] - *1953 †2024 ⚭ Delores Martes - *? †1994                                                        |  |                                                                   |
|                                                               |  | |  |                                                                   |
|                                                               |  | |  | Tariano Adaryll Jr. - *1973                                       |
|                                                               |  | |  |                                                                   |
|                                                               |  | Taryll Adren - *1975 ⚭ Breana Cabral                                                                                      |  |                                                                   |
|                                                               |  | |  |                                                                   |
|                                                               |  | |  | Bryce - *2008                                                     |
|                                                               |  | |  |                                                                   |
|                                                               |  | Adren - *2011 |  |                                                                   |
|                                                               |  | |  |                                                                   |
|                                                               |  | Tito Joe - *1978 ⚭ Frances Jackson                                                                                        |  |                                                                   |
|                                                               |  | |  |                                                                   |
|                                                               |  | |  | Royal - *1999                                                     |
|                                                               |  | |  |                                                                   |
|                                                               |  | Dee Dee - *2009 |  |                                                                   |
|                                                               |  | |  |                                                                   |
|                                                               |  | Jo Jo - *2010 |  |                                                                   |
|                                                               |  | |  |                                                                   |
|                                                               |  | 1 Jermaine LaJaune - *1954 1 ⚭ Hazel Gordy - *? †? 2 ⚭ Margaret Maldonado - *? †? 3 ⚭ Alejandra Genevieve Oaziaza - *? †? |  |                                                                   |
|                                                               |  | |  |                                                                   |
|                                                               |  | |  | 1 Jermaine La Jaune Jr. - *1977 ⚭ Asa Soltan Rahmati              |
|                                                               |  | |  |                                                                   |
|                                                               |  | |  | Soltan - *2017                                                    |
|                                                               |  | |  |                                                                   |
|                                                               |  | 1 Autumn Joy - *1978 |  |                                                                   |
|                                                               |  | |  |                                                                   |
|                                                               |  | 1 Dawn - *1984 |  |                                                                   |
|                                                               |  | |  |                                                                   |
|                                                               |  | 2 Jeremy - *1986 |  |                                                                   |
|                                                               |  | |  |                                                                   |
|                                                               |  | 1 Jaimy - *1987 |  |                                                                   |
|                                                               |  | |  |                                                                   |
|                                                               |  | 2 Jourdyn - *1989 |  |                                                                   |
|                                                               |  | |  |                                                                   |
|                                                               |  | 3 Jaafar - *1996 |  |                                                                   |
|                                                               |  | |  |                                                                   |
|                                                               |  | 3 Jermajesty - *2000 |  |                                                                   |
|                                                               |  | |  |                                                                   |
|                                                               |  | 3 Donte Randall - *1992                                                                                                   |  |                                                                   |
|                                                               |  | |  |                                                                   |
|                                                               |  | 1 La Toya Yvonne - *1956                                                                                                  |  |                                                                   |
|                                                               |  | |  |                                                                   |
|                                                               |  | 1 Marlon David - *1957 ⚭ Carol Ann Parker - *? †?                                                                         |  |                                                                   |
|                                                               |  | |  |                                                                   |
|                                                               |  | |  | Valencia Caroline - *1976                                         |
|                                                               |  | |  |                                                                   |
|                                                               |  | Brittany Shauntee - *1978                                                                                                 |  |                                                                   |
|                                                               |  | |  |                                                                   |
|                                                               |  | Marlon David Jr. - *1981                                                                                                  |  |                                                                   |
|                                                               |  | |  |                                                                   |
|                                                               |  | 1 Brandon - *†1957 |  |                                                                   |
|                                                               |  | |  |                                                                   |
|                                                               |  | 1 Michael Joseph - *1958 †2009 1 ⚭ Lisa Marie Presley - *1968 †2023 2 ⚭ Deborah Jeanne Rowe - *1958                       |  |                                                                   |
|                                                               |  | |  |                                                                   |
|                                                               |  | |  | 2 Prince Michael - *1997                                          |
|                                                               |  | |  |                                                                   |
|                                                               |  | 2 Paris-Michael Katherine - *1998                                                                                         |  |                                                                   |
|                                                               |  | |  |                                                                   |
|                                                               |  | ? Prince Michael II - *2002                                                                                               |  |                                                                   |
|                                                               |  | |  |                                                                   |
|                                                               |  | 1 Steven Randall [Randy] - *1961 1 ⚭ Alejandra Genevieve Oaziaza - *? †? 2 ⚭ Eliza Shaffel - *? †?                        |  |                                                                   |
|                                                               |  | |  |                                                                   |
|                                                               |  | |  | 1 Genevieve                                                       |
|                                                               |  | |  |                                                                   |
|                                                               |  | 1 Katherine |  |                                                                   |
|                                                               |  | |  |                                                                   |
|                                                               |  | 1 Randy Jr. |  |                                                                   |
|                                                               |  | |  |                                                                   |
|                                                               |  | 2 Stevanna |  |                                                                   |
|                                                               |  | |  |                                                                   |
|                                                               |  | 1 Janet Damita Jo - *1966 ⚭ Wissam Al Mana - *? †?                                                                        |  |                                                                   |
|                                                               |  | |  |                                                                   |
|                                                               |  | |  | Eissa Al Mana - *2017                                             |
|                                                               |  | |  |                                                                   |
|                                                               |  | 2 Joh'Vonnie - *1974 |  |                                                                   |
|                                                               |  | |  |                                                                   |
|                                                               |  | Lawrence - *? †2017 |  |                                                                   |
|                                                               |  | |  |                                                                   |
|                                                               |  | Luther |  |                                                                   |
|                                                               |  | |  |                                                                   |
|                                                               |  | Lula Mae |  |                                                                   |
|                                                               |  | |  |                                                                   |
|                                                               |  | Verna Mae |  |                                                                   |
|                                                               |  | |  |                                                                   |

## Gruppi musicali
- The Jackson 5/The Jacksons
- 3T
- Randy & the Gypsys

## Televisione
- The Jackson 5ive (cartone animato, 1971-1972)[31]
- The Jacksons (spettacolo di varietà televisivo, 1976-1977)
- The Jacksons: An American Dream (miniserie TV, 1992)[32]
- The Jackson Family Honors (spettacolo di premiazione e musicale trasmesso da Las Vegas, 1994)[33]
- The Jacksons: A Family Dynasty (reality show, 2009-2010)[34]
- Life with La Toya (reality show, 2013)[35]
- The Jacksons: Next Generation (reality show, 2015-2016)[36]